# Limenitis fulva
Limenitis fulva är en fjärilsart som beskrevs av Robert Christopher Tytler. Limenitis fulva ingår i släktet Limenitis och familjen praktfjärilar. Inga underarter finns listade i Catalogue of Life.